# Italohippus monticola
Italohippus monticola är en insektsart som först beskrevs av Viktor von Ebner-Rofenstein 1915.  Italohippus monticola ingår i släktet Italohippus och familjen gräshoppor. Inga underarter finns listade i Catalogue of Life.